# Championnat d'Afrique masculin de basket-ball 1970
Navigation
Maroc 1968 Sénégal 1972
Le championnat d'Afrique de basket-ball 1970 est la cinquième édition du  championnat d'Afrique des nations. Elle s'est déroulée du 9 au 15 mars 1970 à Alexandrie en Égypte alors nommée République arabe unie. L'Égypte remporte son troisième titre.

## Classement final
| Position | Équipe       | Bilan |
| -------- | ------------ | ----- |
| 1        | Égypte       | 5v-0d |
| 2        | Sénégal      | 3v-1d |
| 3        | Tunisie      | 2v-2d |
| 4        | Centrafrique | 2v-3d |
| 5        | Libye        | 1v-2d |
| 6        | Palestine    | 1v-3d |
| 7        | Somalie      | 0v-3d |